# Евангелическо-лютеранский общий синод Северо-Американских Соединённых Штатов
Евангелическо-лютеранский общий синод Северо-Американских Соединённых Штатов (англ. Evangelical Lutheran General Synod of the United States of North America) или Общий синод (англ. General Synod) — ассоциация лютеранских церковных структур в XIX и начале XX века.

## История
Общий синод был создан в 1820 году последователями лютеранства, предки которых прибыли в Америку в XVIII веке (одной из таких структур был Пенсильванский министериум, основанный Генрихом Мюленбергом. Первоначально объединение ставило главный акцент не на доктринальных отличиях лютеран от других протестантских конфессий, а на отличии граждан САСШ от европейцев. Возглавлялся Сэмюэлем Шмукером. Синодом были организованы Гёттисбергский колледж и Гёттисбергская лютеранская теологическая семинария, старейшие подобные структуры в США.

Как и многие другие денонамиции, Общий синод оказался расколотым во время Гражданской войны в США — приходы южных штатов вышли из его состава и организовали Общий синод евангелическо-лютеранской церкви Конфедеративных штатов Америки. Из-за стремления группы теологов к следованию лютеранскому вероучению, изложенному в Книге Согласия, в 1867 году из Общего синода выделился Общий Совет. В 1918 году эти группы воссоединились, образовав Объединённую лютеранскую церковь Америки.